# Federación Internacional de Esgrima
La Federación Internacional de Esgrima (en inglés: International Fencing Federation), también conocida por su acrónimo FIE, es la organización que se dedica a regular las normas del esgrima a nivel competitivo, así como de celebrar periódicamente competiciones y eventos en cada una de sus disciplinas.
Tiene su sede en la ciudad de Lausana (Suiza). Contaba, al 2016, con la afiliación de 150 federaciones nacionales de los cinco continentes. Hasta el 1 de marzo de 2022 su presidente fue el ruso Alisher Usmanov, quien decidió suspender su participación en el contexto de las sanciones impuestas por las potencias occidentales a oligarcas rusos debido a la invasión rusa a Ucrania.

## Historia
Fue fundada el 29 de noviembre de 1913 en Gante (Bélgica) por las federaciones nacionales de Alemania, Bélgica, Bohemia, Francia, Hungría, Italia, Noruega, Países Bajos y el Reino Unido.
La esgrima ha formado parte del programa de los Juegos Olímpicos desde su primera edición, en 1896. El primer Campeonato Mundial de Esgrima se celebró en 1921 en la ciudad de París.

## Disciplinas
La FIE reconoce oficialmente como disciplinas de la esgrima a las siguientes tres clases de arma blanca:
- Espada
- Sable
- Florete

## Eventos
La FIE organiza anualmente muchas competiciones internacionales en cada una de sus disciplinas, entre las más importantes están las siguientes:
- Campeonato Mundial de Esgrima
- Copa Mundial de Esgrima

## Organización
La estructura jerárquica de la federación está conformada por el Congreso, el presidente, el Comité Ejecutivo, las comisiones.

### Presidentes
| N.º | Periodo     | Nombre             | País           |
| --- | ----------- | ------------------ | -------------- |
| 1   | 1913 – 1920 | Albert Feyerik     | Bélgica        |
| 2   | 1921 – 1924 | André Maginot      | Francia        |
| 3   | 1925 – 1928 | George van Rossem  | Países Bajos   |
| 4   | 1929 – 1932 | Eugène Empeyta     | Suiza          |
| 5   | 1933 – 1948 | Paul Anspach       | Bélgica        |
| 6   | 1949 – 1952 | Jacques Coutrot    | Francia        |
| 7   | 1953 – 1956 | Giuseppe Mazzini   | Italia         |
| 8   | 1957 – 1960 | Pierre Ferri       | Francia        |
| 9   | 1961 – 1964 | Miguel de Capriles | Estados Unidos |
| 10  | 1965 – 1980 | Pierre Ferri       | Francia        |
| 11  | 1981 – 1984 | Gian Carlo Brusati | Italia         |
| 12  | 1985 – 1992 | Rolland Boitelle   | Francia        |
| 13  | 1993 – 2008 | René Roch          | Francia        |
| 14  | 2008 – 2022 | Alisher Usmanov    | Rusia          |

### Federaciones continentales
La FIE cuenta en 2016 con la afiliación de 150 federaciones nacionales repartidas en cinco organismos continentales:
| Nombre                                | Siglas | Sede                               | N.º de federaciones | Pág. web                                                 |
| ------------------------------------- | ------ | ---------------------------------- | ------------------- | -------------------------------------------------------- |
| Confederación Africana de Esgrima     | (CAE)  | Dakar ( Senegal)                   | 24                  | —                                                        |
| Confederación Panamericana de Esgrima | (CPE)  | Ciudad de México · ( México)       | 27                  |                                                          |
| Confederación Asiática de Esgrima     | (AFC)  | Pásig ( Filipinas)                 | 38                  | Archivado el 27 de noviembre de 2001 en Wayback Machine. |
| Confederación Europea de Esgrima      | (CEE)  | Groebenzell-Muenchen · ( Alemania) | 44                  |                                                          |
| Confederación de Esgrima de Oceanía   | (OFC)  | Williamstown ( Australia)          | 2                   | —                                                        |

### Federaciones nacionales
| África (CAE) | América (CPE) | Asia (AFC) | Europa (CEE) | Oceanía (OFC)           |
| --- | --- | --- | --- | ----------------------- |
| Argelia · Benín · Botsuana · Burkina Faso · Camerún · República del Congo · República Democrática del Congo · Costa de Marfil · Egipto · Gabón · Guinea Ecuatorial · Guinea · Mali · Marruecos · Mauritania · Namibia · Níger · Nigeria · Senegal · Sierra Leona · Somalia · Sudáfrica · Togo · Túnez | Antillas Neerlandesas · Argentina () · Aruba · Barbados · Belice · Bolivia · Brasil · Canadá · Chile () · Colombia () · Costa Rica · Cuba · República Dominicana · Ecuador () · El Salvador () · Estados Unidos () · Guatemala () · Honduras · Islas Vírgenes de los Estados Unidos · México () · Nicaragua · Panamá · Paraguay · Perú · Puerto Rico () · Uruguay · Venezuela | Afganistán · Arabia Saudita · Baréin · Bangladés · Brunéi · Camboya · China · Corea del Sur · Corea del Norte · Emiratos Árabes Unidos · Filipinas · Hong Kong · India · Indonesia · Irán · Irak · Japón · Jordania · Kazajistán · Kirguistán · Kuwait · Líbano · Macao · Malasia · Mongolia · Birmania · Palestina · Catar · Singapur · Siria · Sri Lanka · Tailandia · China Taipéi · Tayikistán · Turkmenistán · Uzbekistán · Vietnam · Yemen | Alemania · Armenia · Austria · Azerbaiyán · Bélgica · Bielorrusia · Bulgaria · Chipre · Croacia · Dinamarca · Eslovaquia · Eslovenia · España () · Estonia · Finlandia · Francia · Georgia · Grecia · Hungría · Irlanda · Islandia · Israel · Italia · Letonia · Lituania · Luxemburgo · Macedonia del Norte · Malta · Moldavia · Mónaco · Noruega · Países Bajos · Polonia · Portugal · República Checa · Reino Unido · Rumania · Rusia · San Marino · Serbia · Suecia · Suiza · Turquía · Ucrania | Australia Nueva Zelanda |

## Premios y distinciones
- Trofeo Caballero Feyerick: es otorgado cada año impar, desde 1946, al esgrimista, al equipo o grupo de esgrimistas o a la federación que haya en ese período demostrado el mejor espíritu en el deporte de la esgrima.

- Gran Premio de las Naciones: se otorga a la federación nacional que haya obtenido la mejor clasificación general en cada Campeonato Mundial.